# André K. Isaacs
André K. Isaacs (Kingston, 20 de diciembre de 1981) es profesor de química en el College of the Holy Cross. Su investigación se enfoca en la química orgánica y sintética. Es divulgador y promotor de la ciencia en TikTok, Twitter donde publica bailes y coreografías para enseñar lecciones de química. Muchos de sus videos se han vuelto virales en dichas plataformas.

## Biografía
Nació en Kingston, Jamaica. Tuvo un tío quien le había enseñado química y matemáticas, pero murió joven. André se refiere a él como su inspiración para dedicarse a la educación científica. Aunque eligió carreras científicas durante su educación infantil, pero siempre estuvo interesado en la cultura y la moda.
Después de terminar sus estudios en Jamaica, se mudó a Estados Unidos y recibió la licenciatura en química en el College of the Holy Cross en 2005. Sus profesores y asesores de investigación alentaron a Isaacs durante su educación universitaria a continuar sus estudios de posgrado debido a sus excelentes habilidades en química orgánica. Obtuvo el doctorado en química por la Universidad de Pensilvania en 2011 bajo la tutela de Jeffrey Winkler. Posteriormente realizó una estancia postdoctoral en la Universidad de California en Berkeley antes de regresar al College of the Holy Cross ahora como Profesor Asociado.
Se identifica como un inmigrante negro queer en la ciencia y ha utilizado su experiencia para motivar su activismo. Después de haber confesado la falta de apoyo de su familia, André Isaacs encontró consuelo en un ambiente de laboratorio que lo apoyaba. Ha hablado abiertamente sobre los desafíos de ser queer, negro y alienado, lo que casi le hizo abandonar sus estudios de posgrado. En consecuencia, se ha centrado en la construcción de comunidades al desarrollar sus clases y su presencia en línea con una apertura a la comunidad LGBTQ+.

## Investigación
Su principal línea de investigación se enfoca en reacciones catalizadas por cobre utilizando química click. Particularmente la cicloadicción catalizada por cobre de azidas sulfoniladas y alquinos terminales (CuAAC). La fragmentación diferencial del 1,2,3-triazol resultante genera keteniminas o carbenoides de rodio que se combinan fácilmente con una variedad de nucleófilos para proporcionar acceso a heterociclos de interés para la comunidad sintética.
Hasta 2024 su laboratorio cuenta solamente con estudiantes investigadores universitarios. Su grupo ha demostrado la utilidad de la química click en la síntesis de N-heterociclos como indolizinas, dihidroisoquinolinas y como un enfoque para beta-lactamas.
Otra de sus áreas de investigación se centró en el estudio de la resistencia a los antibióticos y el desarrollo de nuevos fármacos antibióticos.

## Divulgación científica
André Isaacs ha afirmado que su éxito viral en la divulgación científica se debe a la accesibilidad de sus videos y el demostrar que cualquiera puede hacer ciencia. En una entrevista para The Today Show declaró:
No importa cómo te veas. No importa cómo te identifiques. Quiero que los estudiantes se den cuenta de que todo lo que aportan es un recurso valioso y que la ciencia es mejor cuando las personas aportan sus cualidades y habilidades únicas. 
Sus videos incluyen bailes de franquicias de películas populares como Black Panther y Harry Potter, momentos de la cultura pop como la ceremonia del medio tiempo del Super Bowl LVII, entre otros audios en tendencia. En muchos de sus videos, usa una bata de laboratorio de arcoíris para promover la diversidad y la inclusión dentro de la química. Incluso ha hecho la analogía de que la química es queer debido a que las moléculas se unen a una amplia variedad de compañeros.
Su trabajo también abarca temas sobre cultura queer y justicia social. Algunos de sus videos explican sustancias adictivas como el poppers, o sus pensamientos y opiniones en torno al movimiento Black Lives Matter. Sus videos de divulgación científica ayudan a explicar la química bioortogonal y la química de clic a las que se les dio el Premio Nobel de Química en 2022. Ha mencionado la importancia de este premio para él ya que es la base de su investigación científica, además de que Carolyn Bertozzi, una de las galardonadas es la octava mujer en recibir el Premio Nobel de Química, y la primera (conocida) en pertenecer a la comunidad LGBTQ+.
En 2012, fundó Outfront, una alianza para estudiantes y personal LGBTQ+ en la universidad en la que trabaja (College of the Holy Cross). Dicha organización promueve y apoya a los miembros de la comunidad LGBTQ+ incrementando su visibilización en el campus.
Ha impartido conferencias y publicado artículos científicos exponiendo sus líneas de investigación como de sus métodos de enseñanza de la química. Como consecuencia, ha sido invitado a como orador en universidades como King's College London, Ia Universidad de Minessota, y la Universidad de Stanford.